# AI for Good
AI for Good Global Summit es una plataforma de las Naciones Unidas , que fomenta el diálogo en el uso beneficioso de la Inteligencia Artificial, mediante el desarrollo de proyectos concretos. El ímpetu para organizar cumbres globales orientadas a la acción provino del discurso existente en la investigación de la inteligencia artificial (AI) dominado por corrientes de investigación como el Premio Netflix (mejorar el algoritmo de recomendación de películas). La serie AI for Good Global Summit tiene como objetivo presentar temas de investigaciòn de inteligencia artificial que contribuyan a problemas más globales, en particular a través de los Objetivos de Desarrollo Sostenibles. La Cumbre Global AI for Good 2020 se ha movido a modalidad en línea. AIfor Good está organizado por el Sector de Estandarización de UIT (ITU-T).

## Cumbre Global on-line
En 2020 la Cumbre Global fue llevada a cabo de manera online. Los hablantes incluyen:
| - Muhammad Yunus^ - Shwetak Patel^ - Yoshua Bengio^ - Peter Heine Nielsen^ - Reeps Un^ - Anousheh Ansari^ - Riane Eisler^ - Kai-Fu Lee^ | - Regina Barzilay^ - Thomas Wiegand^ - Stephen Ibaraki^ - Nuria Oliver^ - Barbara Pernici - Taryn Del sur^ - Thomas G. Dietterich^ | - Simon Pierro - Gabriele Kotsis^ - Emmanuel Faber^ - Mikko Hyppönen^ - Francesca Rossi - Davar Ardalan^ - Iker Casillas^ | - Missy Cummings - Jaan Tallinn^ - Anja Kaspersen - Caroline Criado-Perez - Stuart J. Russell^ - Chaesub Lee - Peter Diamandis^ |